# 王度 (正德進士)
王度（1475年—？年），字惟貞，四川顺庆府南充縣人，民籍。

## 生平
治《易經》，行三，由國子生中式四川鄉試第十七名舉人，年三十四歲中式正德三年（1508年）戊辰科會試第二百十二名，第三甲第一百八十名進士。考选理刑进士，四年十月授福建道試御史，十二年巡按湖广，巡抚都御史秦金征剿郴桂猺峒贼龚福全等叛軍，王度随軍紀功，十三年正月奏捷献俘，升俸一级。入为掌道御史，十四年四月升江西按察司副使，十六年剿平进入江西的闽广流贼。

## 家族
曾祖王寿昌。祖父王定。父王廷玺，寿官。前嫡母文氏；生母史氏。具庆下。兄雍、济、弟。